# Rio Gugu (Râul Şes)
O Rio Gugu é um rio da Romênia, afluente do Râul Şes, localizado no distrito de Caraş-Severin.